# Dicentria
Dicentria är ett släkte av fjärilar. Dicentria ingår i familjen tandspinnare.

## Dottertaxa tillDicentria, i alfabetisk ordning[1]
- Dicentria arpi
- Dicentria centralis
- Dicentria cerriben
- Dicentria cinescens
- Dicentria claricostata
- Dicentria clarita
- Dicentria dela
- Dicentria disparilis
- Dicentria drucei
- Dicentria fechima
- Dicentria fera
- Dicentria fumata
- Dicentria hertha
- Dicentria hidalgonis
- Dicentria indepta
- Dicentria klagesi
- Dicentria lerma
- Dicentria limosa
- Dicentria limosoides
- Dicentria linita
- Dicentria manni
- Dicentria marimba
- Dicentria minotelis
- Dicentria missilis
- Dicentria moribunda
- Dicentria muelleri
- Dicentria nondescripta
- Dicentria obligata
- Dicentria palmita
- Dicentria patula
- Dicentria pelialis
- Dicentria phthimena
- Dicentria praealta
- Dicentria psamathe
- Dicentria quirosia
- Dicentria ravana
- Dicentria rivalis
- Dicentria rustica
- Dicentria sabella
- Dicentria schizurina
- Dicentria simplex
- Dicentria stridula
- Dicentria tacita
- Dicentria trifasciata
- Dicentria unifasciata
- Dicentria vallima